# Steve Camp
Steven J. Camp (Wheaton, Illinois, Estados Unidos, 13 de abril de 1955) es un músico, cantautor, compositor de música cristiana contemporánea y pastor bautista reformado estadounidense conocido porque en la tradición de Las noventa y cinco tesis de Martín Lutero, Camp envió sus propias 107 tesis el Día de la Reforma (31 de octubre) de 1998, pidiendo una reforma en la  música cristiana contemporánea: llamando a los músicos cristianos a hacer música directa e intransigente que confronte el mundo con el mensaje de la biblia.

## Biografía
Steven J. Camp nació en Wheaton, Illinois, Estados Unidos, el 13 de abril de 1955, fue criado por padres cristianos y, a los cinco años, había confesado su fe en Jesús. Esto influyó mucho en su deseo de servir a Dios durante su adolescencia. Cuando era un joven cristiano, creó un vínculo estrecho con el legendario cantante y compositor cristiano Larry Norman , quien le dio consejos sobre el canto y la composición de Camp. Además, conoció al fallecido Keith Green, quien lo animó a hacer un mayor compromiso con Jesús y el ministerio de la música. Camp se divorció de su primera esposa antes de 2002.  Se volvió a casar el 19 de junio de 2009.  No es pariente de Jeremy Camp , un músico de rock cristiano. Camp es ahora el pastor principal de The Cross Church en Palm City, Florida.

## Carrera
Camp asistió a la Universidad Roosevelt , donde se especializó en composición y teoría musical. Estudió con Ralph Dodds, un protegido de George Gershwin. También estudió derecho comercial / música en el College of DuPage . Camp está teológicamente reformado, en la tradición de John Owen, Jeremiah Burroughs, Thomas Watson, John F. MacArthur , D.A. Carson, R. C. Sproul y el fallecido Stephen Olford. A fines de la década de 1970, comenzó una relación de mucho tiempo con un entonces desconocido Rob Frazier , un antiguo miembro de Petra (banda) , quien coescribió canciones para los propios álbumes de Camp. Camp se reunió con Frazier en la compilación Retrospect de 1992 de Frazier., en el que Frazier y Camp cantaron a dúo para la canción "Why, Why Why?" Camp también tenía una amistad a largo plazo con Scott Wesley Brown, y él tocaba la guitarra acústica y cantaba respaldos en el álbum de 1977 de Brown , I'm Not Religious, I Just Love The Lord , un año antes de irse por su cuenta. Cinco de los álbumes de Camp Sayin 'It with Love (1978), Start Believin' (1980), For Every Man (1981), Only the Very Best (1983) y It's a Dying World (1984) nunca se han publicado en CD.

### Músico
Antes de convertirse en predicador y conferencista, Camp fue un popular cantautor de música cristiana contemporánea. En 1977, firmó un contrato de grabación con Myrrh Records , lanzando varias canciones como solista. En 1983, Camp firmó un contrato con Sparrow Records , con quien lanzó nueve álbumes exitosos. En su primer álbum, Fire and Ice , Camp se unió a Michele Pillar para cantar "Love's Not A Feeling". En 1989, Camp lanzó su décimo álbum de estudio, Justice , en el que grabó un dueto con BeBe Winans, titulado "Do You Feel Their Pain?" Después de que el contrato de Camp con Sparrow terminara en 1992, firmó con Warner Alliance., con quien lanzó 2 discos. En su lanzamiento de 1993 Taking Heaven By Storm , Camp se asoció con el veterano teclista y compositor Michael Omartian y juntos produjeron una serie de éxitos No. 1 en un solo año (1994), incluida una nueva versión contemporánea de "The Lord's Prayer". Más tarde ese mismo año, lanzó un proyecto con temática de adoración titulado Mercy in the Wilderness .

### Apariciones
Junto con otros artistas cristianos contemporáneos populares de la década de 1980, Camp hizo varias portadas de CCM Magazine , World Magazine y Christianity Today , entre muchos otros.  Al mismo tiempo, también escribió varios artículos para las principales publicaciones cristianas, además de dar numerosas entrevistas en la radio cristiana. Después de grabar varios álbumes, Camp comenzó a asistir a conferencias cristianas y a hacer frecuentes apariciones como invitado en universidades cristianas. En 1996, fue un invitado de honor en la Conferencia Alliance of Confessing Evangelicals, donde se redactó el Documento de Cambridge. Un año después, apareció en la Cumbre sobre la Iglesia.Ministerio de Música realizado en Cedarville College en Ohio, luchando por la sólida teología bíblica en la música cristiana. A fines de 1998, Camp estuvo nuevamente en Ohio, esta vez en Celina en beneficio de Harbor House Maternity Home, un hogar cristiano para adolescentes embarazadas. 440 personas estuvieron presentes para escuchar a Steve hacer cuatro canciones, incluyendo "Asleep in the Light" de Keith Green y "He's All You Need" de Camp. Siguió su primera serie de canciones con una exhortación aún más apasionada, lo que posiblemente hizo que algunos de los asistentes se sintieran un poco incómodos con el enfoque directo de Camp de sus mensajes: deben hacer todo lo posible para salvar a los no nacidos y ser vistos como proactivamente provida.

### Programa de radio y escritura
A mediados de la década de 1990, Camp era un invitado frecuente en las estaciones de radio de todo el país. Entre 1995 y 1997, también presentó su propio programa de entrevistas de radio, No Compromise with Steve Camp . También hizo apariciones especiales en The Bible Answer Man con Hank Hanegraaff, The Janet Parshall Show , The Dick Staub Show , Prime Time America con Jim Warren , Iron Sharpens Iron y muchos más. También es un conocido escritor del sitio web de ministerios AudienceONE. A partir de 2010 , Camp continúa haciendo numerosas apariciones especiales en otros programas de radio.

## Discografía
- Diciéndolo con amor (1978, mirra )
- Empezar a creer (1980, mirra)
- Para todos los hombres (1981, Mirra)
- Only the Very Best (1983, Myrrh)   (álbum recopilatorio)
- Fuego y hielo (1983, Gorrión )
- It's a Dying World (1984, mirra)
- Shake Me to Wake Me (1985, Gorrión)
- Uno a uno (1986, Gorrión)
- Según el propio corazón de Dios (1987, Gorrión)
- Favoritos compactos (1988, Sparrow)   (álbum recopilatorio)
- Justicia (1988, Gorrión)
- Doing My Best (1990, Sparrow)   (álbum recopilatorio)
- Considere el costo (1991, Sparrow)
- Doing My Best: Volume 2 (1991, Sparrow)   (álbum recopilatorio)
- Tomando el cielo por tormenta (1993, Warner Alliance )
- Misericordia en el desierto (1994, Warner Alliance )
- Lo mejor de Steve Camp: My Utmost for His Highest (1995, Sparrow)   (álbum recopilatorio)
- The Steve Camp Collection (1995, Sparrow)   (álbum recopilatorio)
- Abandonado a Dios (1999, Ministry Music \ Diamante)
- Desiring God (2002, Audience One \ Diamante)
- The Definitive Collection (2007, Word)   (álbum recopilatorio)[7]